# John DeLorean
John Zachary DeLorean (Detroit, 6 de enero de 1925-Nueva Jersey, 19 de marzo de 2005) fue un ingeniero, inventor y empresario estadounidense de la industria automovilística, fundador de la DeLorean Motor Company.
John DeLorean lo tuvo todo para ser uno de los hombres más importantes de la General Motors en toda su historia. Desde muy joven supo escalar hasta llegar a la vicepresidencia de la compañía; uno de los coches que le llevó a subir en la empresa fue el famoso Pontiac GTO, pero el deseo de fabricar su propio automóvil le llevó a marcharse de GM en 1973.
Para el diseño de su vehículo, el DeLorean, John DeLorean no escatimó en absoluto, y el famoso Giorgetto Giugiaro (creador de algunas joyas automovilísticas) fue el encargado del diseño del deportivo. 
Sin embargo, cuando las ventas del DMC DeLorean disminuyeron enormemente, John DeLorean cayó en desgracia cuando fue arrestado en Los Ángeles en octubre de 1982 por intentar vender un maletín de cocaína por valor de 1 millón de dólares para salvar su empresa de la quiebra. El 26 de octubre de 1982 DMC entró en quiebra. En 1984 fue declarado inocente después de demostrar que un conocido suyo, James Hoffman (un informante del FBI arrestado en 1981 por tráfico de drogas) le incitó a cometer el delito.
Falleció en Nueva Jersey en marzo de 2005, a los 80 años de edad.

## Biografía
John Zachary DeLorean nació el 6 de enero de 1925 en Detroit, Míchigan, siendo el mayor de los cuatro hijos de Zachary DeLorean y Kathryn Pribak.
El padre de John DeLorean, Zachary (nacido Zaharia) era un inmigrante de Rumania, originario de Şugag (distrito de Alba). Zachary se fue a Estados Unidos cuando tenía veinte años. Pasó algún tiempo en Montana y Gary, Indiana, antes de trasladarse a Míchigan. En la época en que nació su hijo John, había encontrado un trabajo como delegado sindical en la fábrica de Ford Motor Company cerca de Highland Park (Míchigan). Sus dificultades con el inglés y su escaso nivel educativo le impidieron conseguir puestos mejor pagados. Cuando no era requerido en Ford, trabajaba ocasionalmente como carpintero.
La madre de John, Kathryn, era una inmigrante de Austria-Hungría que trabajaba en la División de Productos Carboloy de la General Electric, para aportar a los ingresos familiares. También tomaría cualquier trabajo que pudiese encontrar para aumentar más la renta pobre de la familia. En general ella toleraba el comportamiento errático de su esposo, pero en ocasiones se refugiaba con sus hijos en el hogar de su hermana en Los Ángeles (California), donde permanecía cerca de un año.
Los DeLorean no vivieron ciertamente en opulencia, pero en términos de depresión, las cosas indudablemente habrían podido ser mucho peores. Los alimentos y la ropa nunca faltaron en la familia y se podían permitir algún lujo pequeño, como las lecciones de música que ayudaron a John a ganar becas en las mejores escuelas de Detroit.
En 1942, Zachary y Kathryn se divorciaron. Posteriormente, Zachary se trasladó a una pensión para vivir en soledad, y debido a esto su alcoholismo empeoró. Varios años después del divorcio, John fue a visitar a su padre, encontrándolo tan perjudicado por el alcohol que apenas podían comunicarse.
John asistió a las escuelas públicas de primaria de Detroit, y luego fue aceptado en la Cass Technical High School, una escuela superior técnica de Detroit. Allí firmó un plan de estudios sobre los componentes eléctricos. Los jóvenes encontraron apasionante la experiencia de DeLorean en Cass, y sobresalió en sus estudios. 
El excelente historial académico de DeLorean combinado con su talento en la música le compensó con una beca en el Instituto de Tecnología de Lawrence (ahora conocido como Universidad Tecnológica de Lawrence), un pequeño pero ilustre Colegio de Detroit que fue el alma materna de algunos de los mejores ponentes del área y diseñadores. También en este caso, DeLorean fue excelente en el estudio de la ingeniería industrial, y fue elegido miembro de la escuela en la sociedad de Honor. 
La Segunda Guerra Mundial interrumpió sus estudios. En 1943 DeLorean fue reclutado para el servicio militar y sirvió durante tres años en el ejército de Estados Unidos. Cuando regresó a Detroit encontró a su madre y sus hermanos en dificultades económicas debido a las tensiones de Kathryn con sus problemas financieros en los ingresos. John se fue a trabajar en la Comisión de Alumbrado Público durante un año y medio con el fin de poner las situaciones financieras de su familia en tierra firme, antes de reanudar su carrera en Lawrence. 
Su regreso a la universidad en 1947 vio su candidatura para presidente del Consejo de Estudiantes. Estos últimos años en Lawrence también le dieron inicio a la contribución de DeLorean en el mundo del automóvil, cuando trabajó durante un tiempo parcial en Chrysler y en un taller local de carrocería. En 1948 DeLorean se graduó con un título de Bachelor of Science en ingeniería industrial. 
Luego de graduarse, DeLorean no trabajó inicialmente en ingeniería, sino como vendedor de seguros de vida. En dicho empleo, desarrolló un sistema analítico orientado a ingenieros, que le permitió vender seguros por 850 mil dólares en diez meses. DeLorean afirmó en su autobiografía que vendió seguros de vida para mejorar sus habilidades comunicativas.
El rubro no le interesaba a DeLorean, y a continuación ingresó en la Factory Equipment Corporation. Aún obteniendo buenos resultados financieros, dicho empleo tampoco le interesó.   
Un supervisor de ingeniería de Chrysler le recomendó a DeLorean que buscara trabajo en la empresa. Chrysler tenía un centro de formación postuniveritaria, el Chrysler Institute of Engineering, que permitió a DeLorean avanzar en su educación mientras adquiría experiencia real en ingeniería automotriz. 
Estudió brevemente en la Detroit College of Law, sin completar el título. En 1952, obtuvo una maestría en ingeniería automotriz en el Instituto Chrysler, y se incorporó al departamento de ingeniería de Chrysler. DeLorean tomó clases nocturnas en la escuela de negocios de la Universidad de Míchigan para obtener la maestría en administración de empresas en 1957.

## Trayectoria

### Packard Motor Company
La época de DeLorean en Chrysler duró menos de un año, terminando en 1953 cuando le ofrecieron un salario de US$ 14 000 (equivalente a US$ 135 420 en 2020) en Packard Motor Company bajo la supervisión del ingeniero Forest McFarland. DeLorean rápidamente llamó la atención de su nuevo empleador con una mejora en la transmisión automática Ultramatic, dándole un convertidor de par mejorado y rangos de transmisión doble; fue lanzada como la "Twin-Ultramatic".
Packard estaba experimentando dificultades financieras cuando DeLorean se unió, debido al cambiante mercado automotriz posterior a la Segunda Guerra Mundial. Mientras que Ford, General Motors y Chrysler habían comenzado a producir autos convencionales asequibles diseñados para atender a la creciente clase media de la posguerra, Packard se aferró a sus nociones de la era anterior a la Segunda Guerra Mundial de fabricar automóviles de alta gama y de lujo, diseñados con precisión. Esta filosofía exclusiva iba a pasar factura a la rentabilidad. Sin embargo, demostró tener un efecto positivo en la atención de DeLorean a los detalles de ingeniería, y después de cuatro años en Packard se convirtió en el sucesor de McFarland como jefe de investigación y desarrollo.
Si bien aún era una empresa rentable, Packard sufrió junto con otros fabricantes independientes mientras luchaba por competir cuando Ford y General Motors se enzarzaron en una guerra de precios. James Nance, el presidente de Packard, decidió fusionar la empresa con Studebaker Corporation en 1954. Una posterior fusión propuesta con American Motors Corporation (AMC) nunca pasó de la fase de discusión. DeLorean consideró mantener su trabajo y mudarse a la sede de Studebaker en South Bend, Indiana, cuando recibió una llamada de Oliver K. Kelley, el vicepresidente de ingeniería de General Motors, un hombre a quien DeLorean admiraba mucho. Kelley llamó a DeLorean para ofrecerle una elección de trabajo en cualquiera de las cinco divisiones de GM.

### General Motors

#### Pontiac
En 1956, DeLorean aceptó una oferta salarial de US$ 16 000 (equivalente a US$ 152 304 en 2020) con un programa de bonificación, eligiendo trabajar en la división Pontiac de GM como asistente del ingeniero jefe Pete Estes y el gerente general Semon "Bunkie" Knudsen. Knudsen era hijo del expresidente de GM, William Knudsen, quien fue llamado a abandonar su cargo para encabezar el esfuerzo de producción de movilización de guerra a pedido del presidente Franklin Delano Roosevelt. Knudsen también se graduó en ingeniería en el MIT y, a los 42 años, era el hombre más joven en dirigir una división de GM. DeLorean y Knudsen rápidamente se hicieron amigos cercanos, y DeLorean finalmente citó a Knudsen como una gran influencia y mentor. Los años de ingeniería de DeLorean en Pontiac fueron exitosos, produciendo docenas de innovaciones patentadas para la compañía, y en 1961 fue ascendido al puesto de ingeniero jefe de esa división.

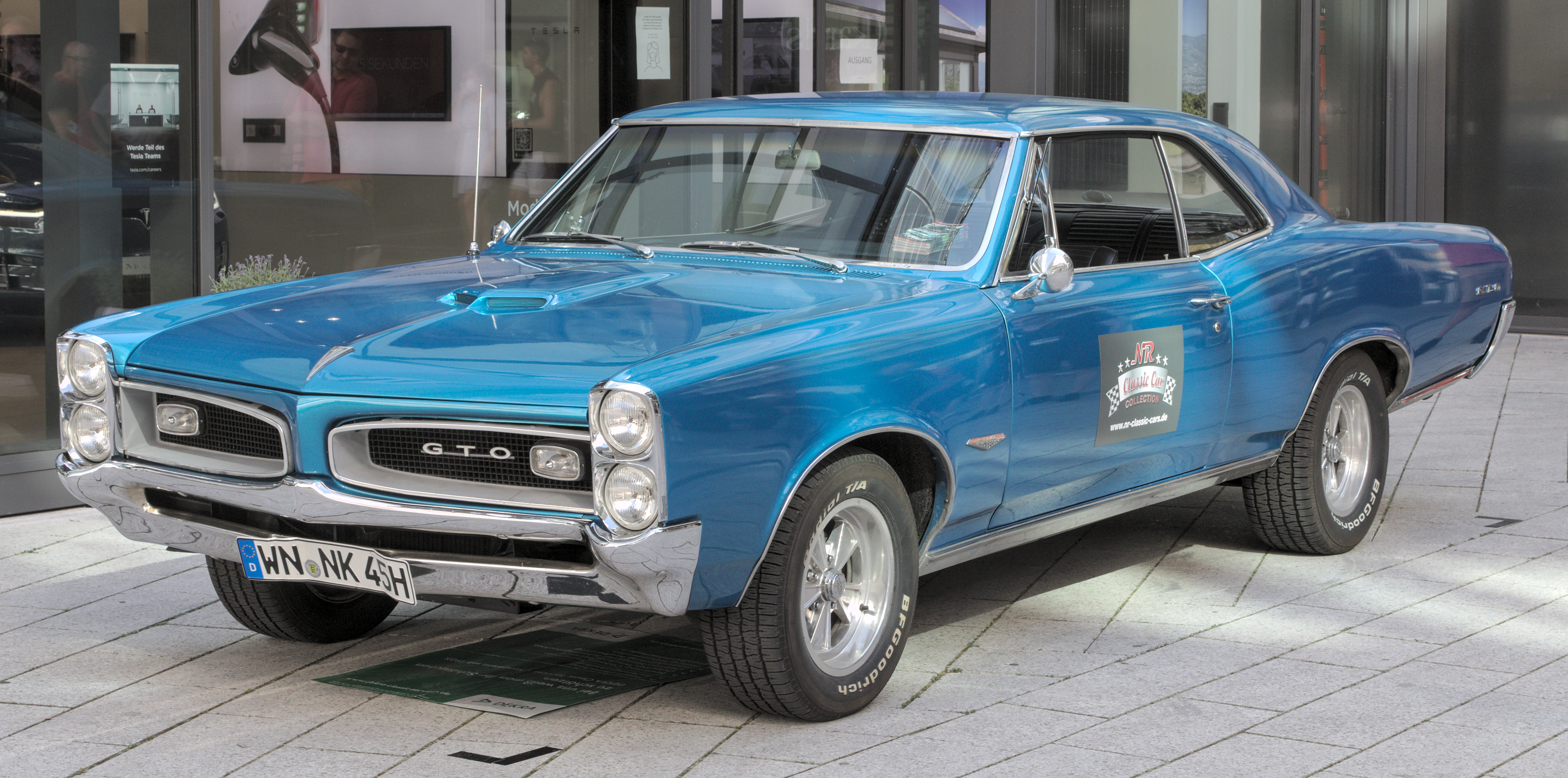
El Pontiac GTO.

DeLorean era ampliamente conocido en Pontiac por el Pontiac GTO (Gran Turismo Omologato), un muscle car —el primero de la historia— que lleva el nombre del Ferrari 250 GTO. Como Chevrolet un poco más grande, la marca Pontiac alcanzó el tercer lugar en las ventas anuales totales de la industria en los Estados Unidos. Para resaltar el énfasis en el rendimiento de la marca, el GTO debutó como un paquete de opciones Tempest / LeMans con un motor más grande y potente en 1964. Esto marcó el comienzo del renacimiento de Pontiac como división de alto rendimiento de GM en lugar de su posición anterior sin una clara identidad de marca.
El automóvil y su popularidad continuaron creciendo en los años siguientes. DeLorean recibió el crédito casi total por su éxito —conceptualización, ingeniería y marketing— convirtiéndose en el chico de oro de Pontiac, y fue recompensado con su ascenso en 1965 para dirigir toda la división Pontiac.
A la edad de 40 años, DeLorean había batido el récord de jefe de división más joven en GM y estaba decidido a continuar con su racha de éxitos. Adaptarse a las frustraciones que percibía en las oficinas ejecutivas fue una transición difícil para él. DeLorean creía que había una cantidad indebida de luchas internas en GM entre los jefes de división, y varios de los temas de la campaña publicitaria de Pontiac encontraron resistencia interna, como la campaña "Tiger" utilizada para promover el GTO y otros modelos de Pontiac en 1965 y 1966. Además, Ed Cole tomó la decisión de prohibir varios carburadores, un método para mejorar el rendimiento del motor utilizado por Pontiac desde 1956, comenzando con dos carburadores de 4 barriles ("2x4 bbl") y Tri-Power (tres carburadores de 2 barriles ["3x2 bbl "]) desde 1957.
En respuesta al mercado de "pony cars" dominado por el exitoso Ford Mustang, DeLorean pidió a los ejecutivos de GM permiso para comercializar una versión más pequeña del coche de exhibición Pontiac Banshee para 1966. La versión de DeLorean fue rechazada debido a la preocupación de GM de que su diseño le quitara las ventas al Corvette, su vehículo insignia de alto rendimiento. Su atención se centró en el nuevo diseño del Camaro. Pontiac desarrolló su versión y se introdujo el Firebird como modelo del año 1967.
Poco después de la presentación del Firebird, DeLorean centró su atención en el desarrollo de un Grand Prix completamente nuevo, el auto de lujo personal de la división basado en la línea Pontiac de tamaño completo desde 1962. Sin embargo, las ventas estaban decayendo en ese momento, pero el modelo 1969 tendría su propia carrocería distintiva con el tren de transmisión y los componentes del chasis del Pontiac A-body de tamaño intermedio (Tempest, LeMans, GTO). DeLorean sabía que la división Pontiac no podía financiar el nuevo automóvil sola, por lo que acudió a su antiguo jefe Pete Estes y le pidió compartir el coste del desarrollo con Pontiac, teniendo una exclusividad de un año antes de que Chevrolet lanzara el Monte Carlo en 1970. El trato estaba hecho. El Pontiac Grand Prix de 1969 presentaba una carrocería afilada y un capó de 1,8 m (casi 6 pies) de largo. El interior incluía un panel de instrumentos envolvente estilo cabina, asientos de cubo y consola central. El nuevo modelo ofrecía una alternativa más deportiva, de alto rendimiento, algo más pequeña y de menor precio a los otros autos de lujo personales que estaban en el mercado, como el Ford Thunderbird, el Buick Riviera, el Lincoln Continental Mark III y el Oldsmobile Toronado. La producción del Grand Prix de 1969 terminó en más de 112 000 unidades, mucho más alta que las 32 000 unidades del Grand Prix de 1968 construidas con la carrocería Pontiac de tamaño completo.
Durante su época en Pontiac, DeLorean había comenzado a disfrutar de la libertad y la fama que venían con su puesto y pasaba gran parte de su tiempo viajando a lugares alrededor del mundo para apoyar eventos promocionales. Sus frecuentes apariciones públicas ayudaron a solidificar su imagen como un empresario corporativo "rebelde" con su estilo de vestir moderno y bromas casuales.
Incluso cuando General Motors experimentó una disminución en los ingresos, Pontiac siguió siendo altamente rentable con DeLorean y, a pesar de su creciente reputación como un inconformista corporativo, el 15 de febrero de 1969 fue ascendido nuevamente. Esta vez fue para encabezar la prestigiosa división Chevrolet, la marca insignia de General Motors.

#### Chevrolet

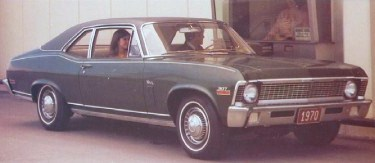
El Chevrolet Nova de 1970 fue lanzado con retraso bajo el liderazgo de DeLorean en la división Chevrolet de GM.

En ese momento, DeLorean ganaba un salario anual de US$ 200 000 (equivalente a US$ 1 411 434 en 2020), con bonificaciones anuales de hasta US$ 400 000 (equivalente a US$ 2 822 868 en 2020). Fue omnipresente en la cultura popular. En un momento en que los ejecutivos de negocios eran típicamente personas conservadoras y discretas con trajes de tres piezas, DeLorean usaba patillas largas y camisas desabotonadas. Invitó al presidente de Ford, Lee Iacocca, a servir como padrino en su segunda boda.
DeLorean era socio limitado de un par de franquicias deportivas profesionales estadounidenses. La primera era San Diego Chargers, como parte de un sindicato liderado por Gene Klein y Sam Schulman que compró una participación mayoritaria por $ 10 millones en agosto de 1966. La otra era los Yankees de Nueva York, de los cuales fue uno de los quince inversores liderados por George Steinbrenner y Michael Burke, que completaron la compra a CBS por $ 10 millones el 3 de enero de 1973.
DeLorean continuó con su estilo de vida de jet-set y a menudo se lo veía en círculos de celebridades de negocios y entretenimiento. Se hizo amigo de James T. Aubrey, presidente de los estudios Metro-Goldwyn-Mayer, y conoció a celebridades como el financiero Kirk Kerkorian, el presidente de Chris-Craft, Herb Siegel, el músico Sammy Davis Jr. y el presentador de The Tonight Show, Johnny Carson.
Las oficinas ejecutivas de la sede de General Motors continuaron chocando con la inconformidad de DeLorean. Cuando fue nombrado, Chevrolet estaba teniendo problemas financieros y organizativos, y el presidente de GM, Ed Cole, necesitaba un gerente en ese puesto para arreglar las cosas. El nuevo modelo Camaro salía para el año 1970, y se estaba retrasando rápidamente. Los rediseños del Corvette y Nova también se retrasaron, y las ventas de unidades aún no se habían recuperado de los últimos cuatro años de confusión, gran parte de eso debido a la mala publicidad que rodeó al Corvair y los problemas de control de calidad bien publicitados que afectaban a otros modelos de Chevy, incluidos soportes de motor defectuosos que llevaron a un retiro sin precedentes de 6,7 millones de Chevrolet fabricados entre 1965 y 1969. DeLorean respondió a los problemas de producción retrasando el lanzamiento del Camaro y simplificando las modificaciones al Corvette y al Nova. Usó el tiempo extra para optimizar los gastos generales de producción de Chevrolet y reducir los costes de ensamblaje. En 1971, Chevrolet estaba experimentando ventas récord de más de 3 millones de vehículos, y su división por sí sola casi igualaba a la de toda la Ford Motor Company.

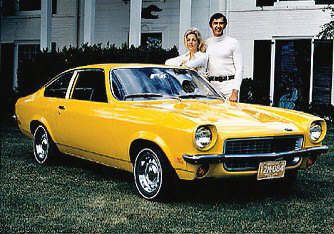
John DeLorean y un Chevrolet Vega en 1970.

El Vega fue asignado a Chevrolet por la gerencia corporativa, específicamente por el presidente de GM, Ed Cole, solo unas semanas antes de la llegada de DeLorean en 1969 como gerente general de la división Chevrolet. En una entrevista de Motor Trend en agosto de 1970, DeLorean dijo: "El Vega será el producto de mayor calidad jamás fabricado por Chevrolet". Por órdenes de DeLorean, se asignaron decenas de inspectores adicionales a la línea de ensamblaje del Vega y los primeros dos mil automóviles fueron probados en la carretera. Afirmó que "los primeros coches, desde el punto de vista de la fabricación, estaban bien construidos". Pero en 1972, la división de ensamblaje de General Motors (GMAD) se hizo cargo de la planta de ensamblaje de Chevrolet Lordstown y la planta de carrocería Fisher contigua. Su principal objetivo era reducir costes y se despidió a más de 800 trabajadores, muchos de los cuales eran inspectores adicionales. Esto llevó al vandalismo en la línea de ensamblaje, con trabajadores que intencionalmente desaceleraron la línea, dejaron piezas sin instalar e instalaron otras incorrectamente. Los automóviles incompletos y, a menudo, que no funcionaban pronto llenaron el lote de la fábrica, que luego tuvieron que ser reprocesados y reparados por un equipo asignado a esta tarea por DeLorean. Siguió una huelga de un mes y los concesionarios no recibieron suficientes autos para la demanda en 1972. DeLorean se reagrupó para el año modelo 1973 con ventas del Vega de 395 792 unidades. El Vega número un millón se construyó en mayo de 1973, un mes después de la renuncia de DeLorean a GM.
En 1972, DeLorean fue nombrado vicepresidente de producción de automóviles y camiones para toda la línea de General Motors, y su eventual ascenso a presidente parecía inevitable. Sin embargo, la idea de que él asumiera ese cargo era casi intolerable para los ejecutivos de GM, y el 2 de abril de 1973 DeLorean anunció que dejaba la empresa y le dijo a la prensa: "Quiero hacer cosas en el área social. Tengo que hacerlas y, lamentablemente, la naturaleza de nuestro negocio no me permitió hacer todo lo que quería". Sin embargo, se rumoreaba que había sido despedido. GM le dio una franquicia de Cadillac en Florida como regalo de jubilación, y DeLorean asumió la presidencia de la National Alliance of Businessmen (Alianza Nacional de Empresarios), una organización caritativa con la misión de emplear a estadounidenses necesitados, fundada por Lyndon Johnson y Henry Ford II. GM fue un importante contribuyente al grupo y DeLorean acordó continuar con su salario mientras permaneciera como presidente de la NAB.
DeLorean fue muy crítico con la dirección que había tomado GM a principios de la década de 1970, además de objetar la idea de usar reembolsos para vender autos:
"No hay una respuesta anticipada en General Motors a lo que el público quiere hoy... Un automóvil debe hacer que los ojos de la gente se iluminen cuando ingresan a la sala de exhibición. Los reembolsos son simplemente una forma de convencer a los clientes de que compren autos insípidos que no les interesan."

### DeLorean Motor Company

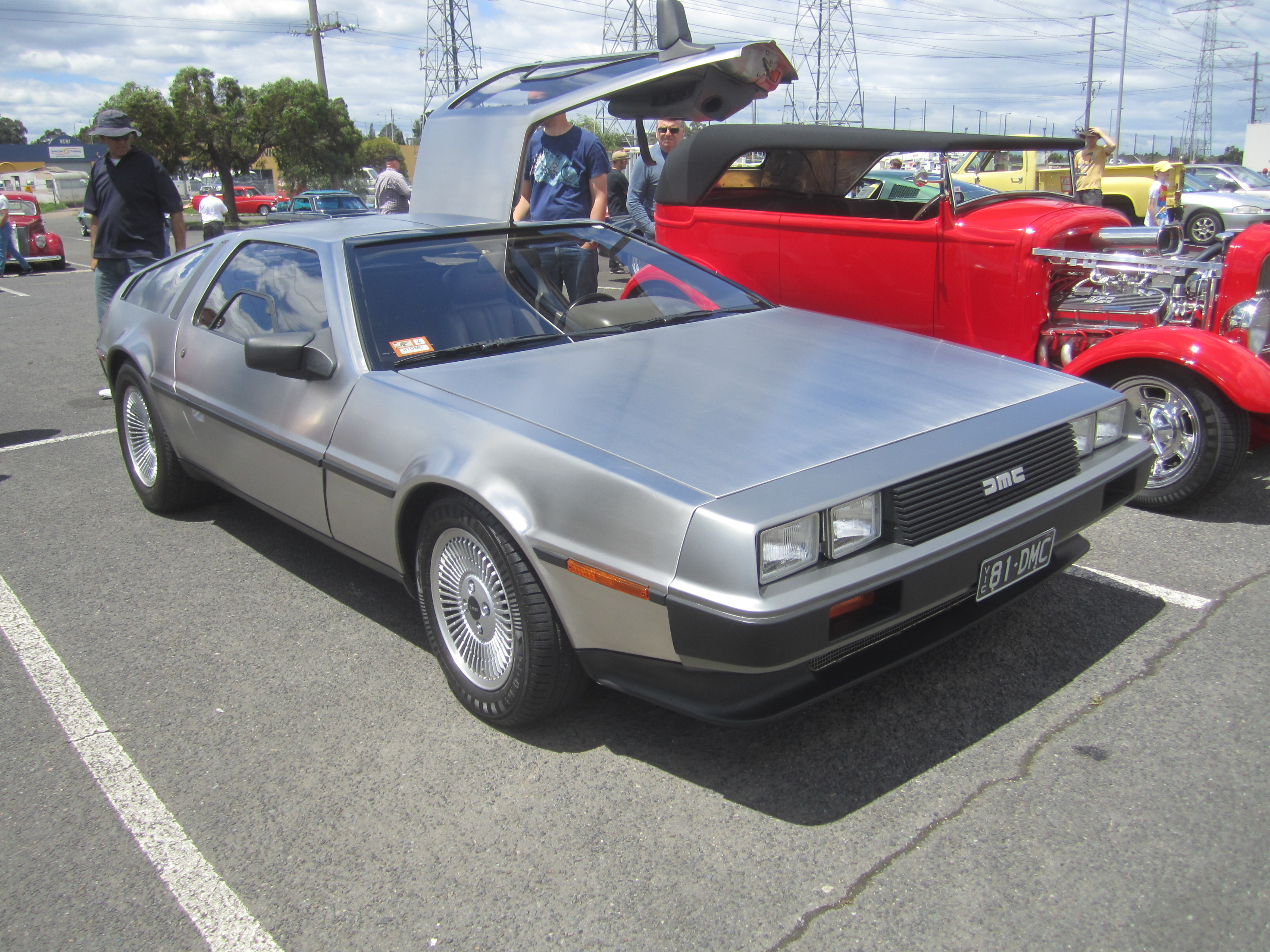
DMC DeLorean de 1981.

John DeLorean dejó General Motors en abril de 1973 para formar su propia empresa, la DeLorean Motor Company. A mediados de la década de 1970 DMC mostró un prototipo de automóvil deportivo biplaza llamado DeLorean Safety Vehicle (DSV), con su carrocería diseñada por Giorgetto Giugiaro de Italdesign. El coche entró en producción con el nombre DeLorean. La carrocería del automóvil usaba de manera distintiva acero inoxidable y presentaba puertas de ala de gaviota. Estaba propulsado por el motor V6 "Douvrin" desarrollado por Peugeot, Renault y Volvo (conocido como PRV).
La planta de fabricación para construir el nuevo automóvil se construyó en Dunmurry, un suburbio de Belfast en Irlanda del Norte, con incentivos financieros sustanciales de la Agencia de Desarrollo de Irlanda del Norte de alrededor de £ 100 millones. Se contrató a Renault para construir la fábrica, que empleaba a más de 2000 personas en su pico de producción. El motor fue fabricado por Renault, mientras que Lotus diseñó el chasis y algunos detalles de la carrocería. La fábrica de Dunmurry eventualmente produjo alrededor de 9000 autos. En 1980, un catálogo de American Express incluía un anuncio de un DeLorean chapado en oro de 24 quilates. Según el anuncio, solo se fabricarían 100 y se venderían por 85 000 dólares. En total, sólo se compraron realmente 4.
Los retrasos en la producción significaron que el DeLorean no llegó al mercado de consumo hasta enero de 1981 (cinco años después de la fundación de la empresa) y, mientras tanto, el mercado de automóviles nuevos se había desplomado considerablemente debido a la recesión económica de 1980 en Estados Unidos. Esto se vio agravado por críticas inesperadamente tibias de los críticos y el público, que en general sintieron que la singularidad del diseño del DeLorean no compensaba su precio más alto y su baja potencia en comparación con otros cupés deportivos en el mercado. Si bien el interés por el DeLorean disminuyó rápidamente, los modelos de la competencia con precios más bajos y motores más potentes (como el Chevrolet Corvette) se vendieron en cifras récord durante 1980-81 a pesar de la recesión en curso. En febrero de 1982, más de la mitad de los aproximadamente 7000 DeLoreans producidos seguían sin venderse, DMC tenía una deuda de 175 millones de dólares y la fábrica de Dunmurry comenzó a reducir la producción.
Después de entrar en suspensión de pagos en febrero de 1982, DMC produjo otros 2000 automóviles hasta el arresto de John DeLorean en octubre de ese año, momento en el que se iniciaron los procedimientos de liquidación y el gobierno británico confiscó definitivamente la fábrica.

## Últimos proyectos
El 1 de noviembre de 1994, John DeLorean presentó la patente #5 359 941 con la Oficina de Patentes y Marcas de Estados Unidos para un monorraíl de transporte. Sin embargo, este monorraíl nunca fue construido.
En los años anteriores a su muerte, John DeLorean planeaba resucitar su empresa de automóviles, y dio entrevistas en las que describió un nuevo vehículo llamado DMC2.
En el momento de su muerte, DeLorean estaba trabajando en el proyecto de una empresa conocida como DeLorean Time, una empresa que vendería relojes de pulsera de gama alta, pero la muerte de DeLorean causó la disolución de la empresa.

## Vida personal

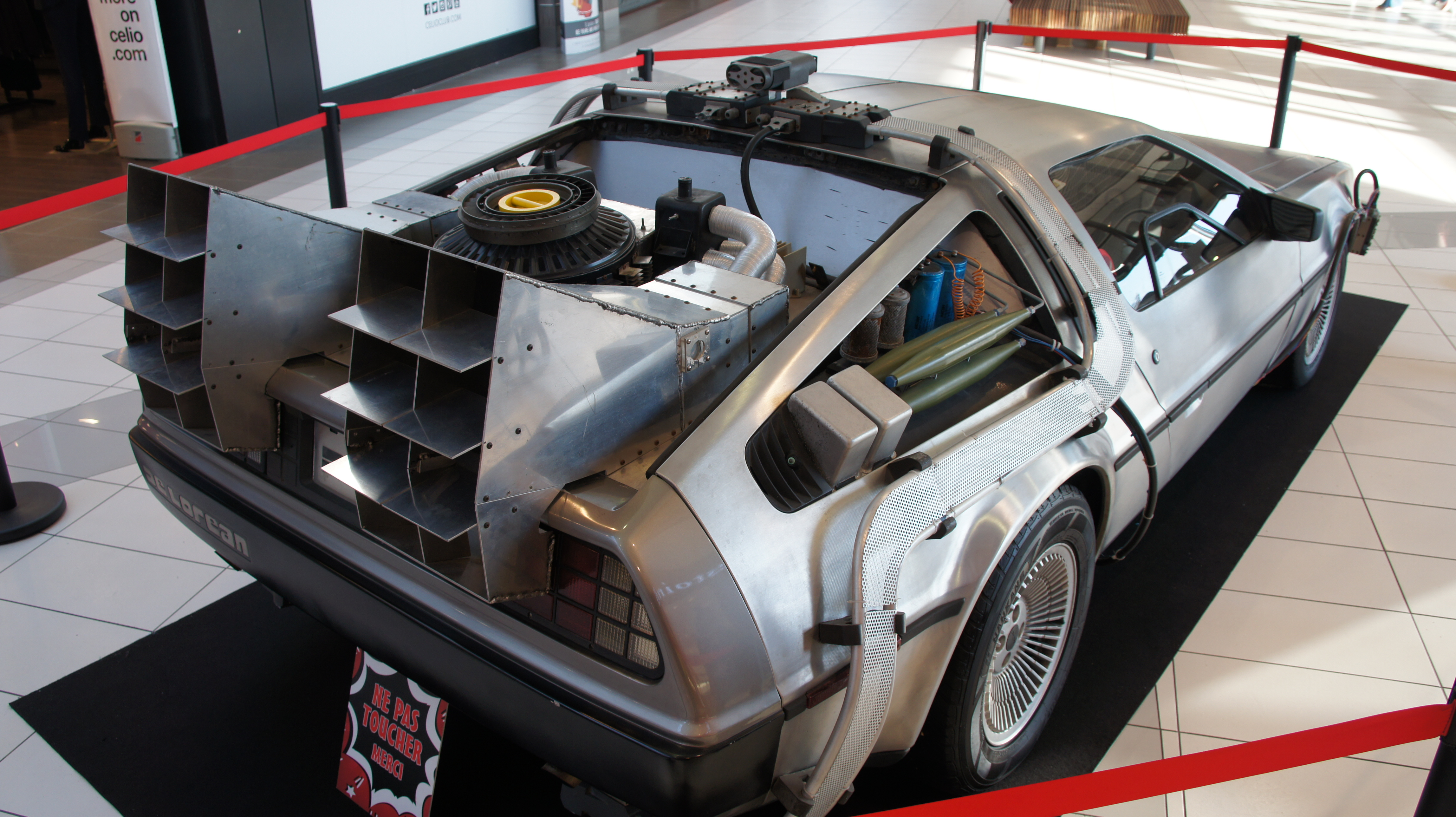
DeLorean DMC-12.

De acuerdo con su autobiografía, tanto John DeLorean como su exesposa Cristina Ferrare se convirtieron en cristianos renacidos luego del caso de narcotráfico. DeLorean estuvo casado cuatro veces. Su primer matrimonio fue con Elizabeth Higgins, el 3 de septiembre de 1954 y se divorció en 1969. Más tarde, DeLorean se casó con Kelly Harmon (hermana del actor Mark Harmon) el 31 de mayo de 1969 y se divorció en 1972. Su tercer matrimonio fue con la modelo Cristina Ferrare, el 8 de mayo de 1973, que terminó en divorcio en 1985. Estuvo casado con Sally Baldwin hasta su muerte en 2005. 
El año anterior a su arresto y la quiebra de su empresa, John DeLorean apareció en un anuncio publicitario gráfico de la marca de whisky escocés Cutty Sark, que decía: "Uno de cada 100 negocios nuevos logra el éxito. Brindemos por los que toman el riesgo".
Cuando se estrenó la película Back to the Future en 1985, John DeLorean le escribió una carta al productor Bob Gale, en la que le agradeció por usar su automóvil en la película.
En 1999, DeLorean se declaró personalmente en quiebra después de más de cuarenta casos judiciales desde la caída de la DeLorean Motor Company.

## Muerte y legado
John DeLorean falleció en el Hospital Overlook en Summit (Nueva Jersey) el 19 de marzo de 2005 a los 80 años de edad, a causa de una apoplejía. Sus cenizas están enterradas en el cementerio de White Chapel, en Troy, Míchigan, a petición de su familia, y de acuerdo con la tradición militar, fue enterrado con todos los honores militares por su servicio en la Segunda Guerra Mundial. 
El 14 de febrero de 2006 Game Show Network transmitió un episodio de Anything to Win, hablando sobre John DeLorean. El episodio incluyó entrevistas con los amigos de DeLorean, sus entusiastas, y su familia. 
John DeLorean ha aparecido en dos documentales: DeLorean (1981) y DeLorean: Living the Dream (2014).
En 2008, el proyecto de colaboración musical Neon Neon lanzó un disco basado en la vida de John DeLorean. 
Desde 1995 DMC, refundada por el empresario inglés Stephen Wynne, restaura y arregla coches DMC DeLorean, y si el cliente lo desea el vehículo puede ser equipado con algunas de las ventajas tecnológicas actuales, como faros de xenón o GPS.

## Libros relacionados
- DeLorean, John Z.; Ted Schwarz (septiembre de 1985). DeLorean. Zondervan. ISBN 0-310-37940-7.
- Haddad, William (agosto de 1985). Hard Driving : My Years with John DeLorean. ISBN 0-394-53410-7.
- Fallon, Ivan; James Srodes (noviembre de 1985). Dream Maker: The Rise and Fall of John Z Delorean, 455. ISBN 0-399-12821-2.
- Levin, Hillel (1983). Grand Delusions: The Cosmic Career of John DeLorean. Viking, 336. ISBN 0-670-26685-X.